# MuLinux
muLinux是由数学和物理学教授 Michele Andreoli 维护的意大利语和英语轻量级Linux发行版，旨在允许将非常陈旧和过时的计算机（Intel 80386、80486和1986年至1998年的奔腾Pro硬件）用作具有类Unix系统操作系统的基本服务器或文本工作站。它还设计用于将任何 80386 或更高版本的计算机快速转变为临时的、功能强大的 Linux 机器，以用作系统修复、教育和取证分析。2004年评论家 Paul Zimmer 写道：“尽管还有其他几个单软盘 Linux 发行版，但没有一个能与 muLinux 广泛而独特的有用功能组合相媲美。”上一次版本更新，也是最後一次更新，是在2004年。

## 命名
muLinux这个名字来自希腊字母「Μ」 ，它是国际单位符号，意思是「百万分之一」，意味着这个操作系统的体积非常小。

## 极简设计
muLinux 基于 Linux 2.0.36 内核。开发在2004年的 14r0 版本中被冻结。為了壓縮空間，一些代码和软件包取自 1998 年的软件版本。一个名为 Lepton 的实验性不稳定版本具有 2.4 内核。
muLinux 可以从软盘引导或安装到过时机器上的硬盘驱动器上。一个具有Unix shell的功能强大的类 UNIX 网络服务器只能从一张软盘中获得。另一张软盘增加了工作站功能，旧版X視窗系統VGA支援随第三张软盘一起提供。一位评论家指出，“它并不华丽，但整个 X 子系统可以放在一张软盘上，讓人驚嘆。”muLinux 也可以通过一個自执行檔案解压缩并安装，或直接解压缩到旧的DOS或Windows 9x分区上，而不会损害当前的操作系统。如果机器有软盘驱动器，muLinux 也可以在其他无盘计算机上运行，并且不需要CD-ROM驱动器。
由于其极简设计，muLinux 是一个单用户操作系统，所有操作都由超级用户执行。它使用ext2文件系统（而不是在 Linux 上的其他单软盘中看到的较慢的MINIX文件系统）。该操作系统在用于基于文本的任务以及基本文件、轻型网页或电子邮件服务时非常强大。它也可以被改编成一个非常小的、独立的嵌入式系统。 
在早期，Live CD尚未流行之前，muLinux 有时是由 Windows 用户安装的，他们想在安装完整的Linux发行版或BSD版本之前了解类Unix系统的命令和配置。由于该发行版始终完全针对旧硬件，并且意味着占用空间很小，因此 Andreoli 当时警告说，不应将 muLinux 用于评估Linux或开源软件。该操作系统附带了一个简洁的在线帮助系统，该系统也恰好是对 UNIX 的介绍，用英语编写，开发人员称之为“fractured”。muLinux 有“愉快的对话”和友好的幽默感。

## 系统要求
muLinux 只需要最基本的硬件，因此它可以在许多完全过时但仍能運行的计算机上运行。1980年代后期或1990年代初期的一些机器可能需要额外的SIMM以获得足够的RAM，但总体而言，这些要求仅略高于Windows 3.1的要求，因此一台在1992年新运行 Windows 3.1 时仍在工作的机器可能能够处理 muLinux 的硬盘安装。
- 如果从硬盘驱动器运行，则为4MB RAM
- 如果从软盘启动，可以从只有 8MB 的软盘启动，並使用16MB RAM[1]
- 大约 20 MB 的硬盘空间
- Intel 80386或更高版本的处理器

## 套件
muLinux 附带了许多软件包，每个软件包都可以放在一张软盘上。muLinux，和其他發行版相比有点不寻常，因为所有软件包都是完全可选的。
- SRV：带有 Web 服务器、邮件、samba等的基本服务器包
- WKS：带有mutt 、lynx 、ssh 、pgp和许多其他Unix shell应用程序的基本工作站包
- X11：旧版X Window16色VGA环境（见下文SVGA ）以及早期版本的fvwm95和Afterstep窗口管理器（分别基于Windows 95和NeXTSTEP GUI ）
- VNC：用于虚拟网络计算
- GCC：C编译器
- TCL：Tcl/Tk +脚本语言，也带来了更多的X应用和工具
- TEX：TeX排版系统
- PERL：带模块的Perl解释器
- EMU：Wine和Dosmu模拟器
- JVM：Kaffe Java虚拟机
- NS1：SVGA X 服务器以及Netscape Navigator的一个小但非常过时的版本的一部分
- NS2：Netscape Navigator的第二部分

其他作者以及來源的软件包也可用。